# MS Queen Elizabeth
Pour les articles homonymes, voir Queen Elizabeth.
Le MS Queen Elizabeth  (souvent appelé QE) est un paquebot de croisière de la Cunard Line.
Il est livré début 2010, baptisé le 11 octobre 2010 et mis en service le 12 octobre 2010. Il est le sister-ship du Queen Victoria. Il succède au Queen Elizabeth 2.
Il est construit dans les chantiers Fincantieri. Il peut accueillir jusqu'à 2 092 passagers.
Le 30 octobre 2010, il fait escale dans le port de la principauté de Monaco. Il fait sa première escale à Cherbourg-Octeville le 30 novembre 2010.

## Différences entre leQueen Elizabethet leQueen Victoria
Bien qu'étant le sister-ship du Queen Victoria, le Queen Elizabeth présente des différences par rapport à ce dernier. Une des plus grandes différences est la capacité d'embarquement. En effet, le Queen Elizabeth peut embarquer jusqu'à 2 092 personnes contre 2 014 personnes pour le Queen Victoria. Le tonnage est légèrement plus important que celui du Queen Victoria : 90 000 tjb pour le Queen Victoria contre 92 000 pour le Queen Elizabeth. Autre différence, sur l'arrière du navire les balcons ne sont pas disposés « en escalier » comme sur le Queen Victoria, mais en étages droits, augmentant sensiblement le nombre de cabines.

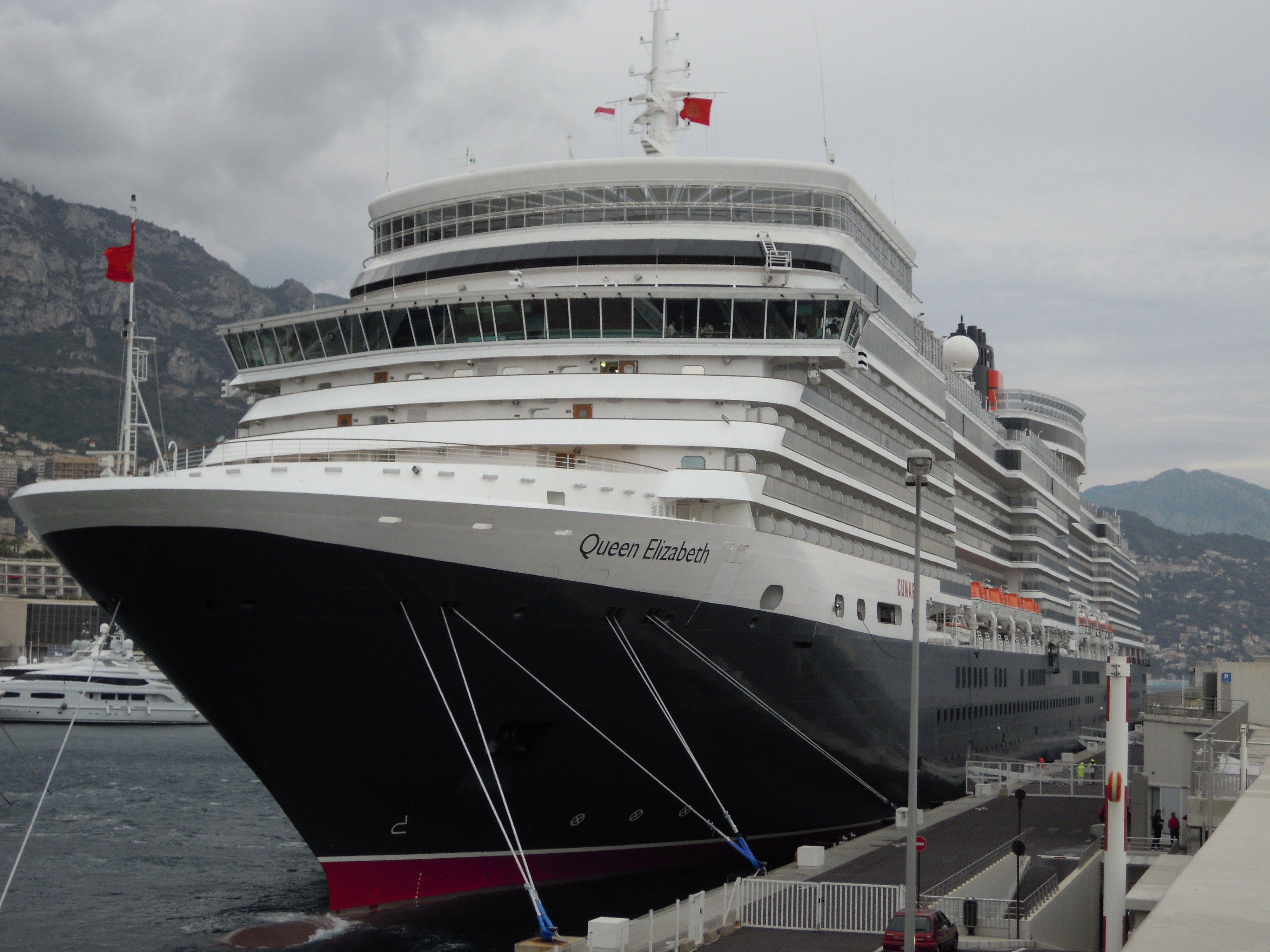
Le Queen Elizabeth le 30 octobre 2010 dans le port de Monaco

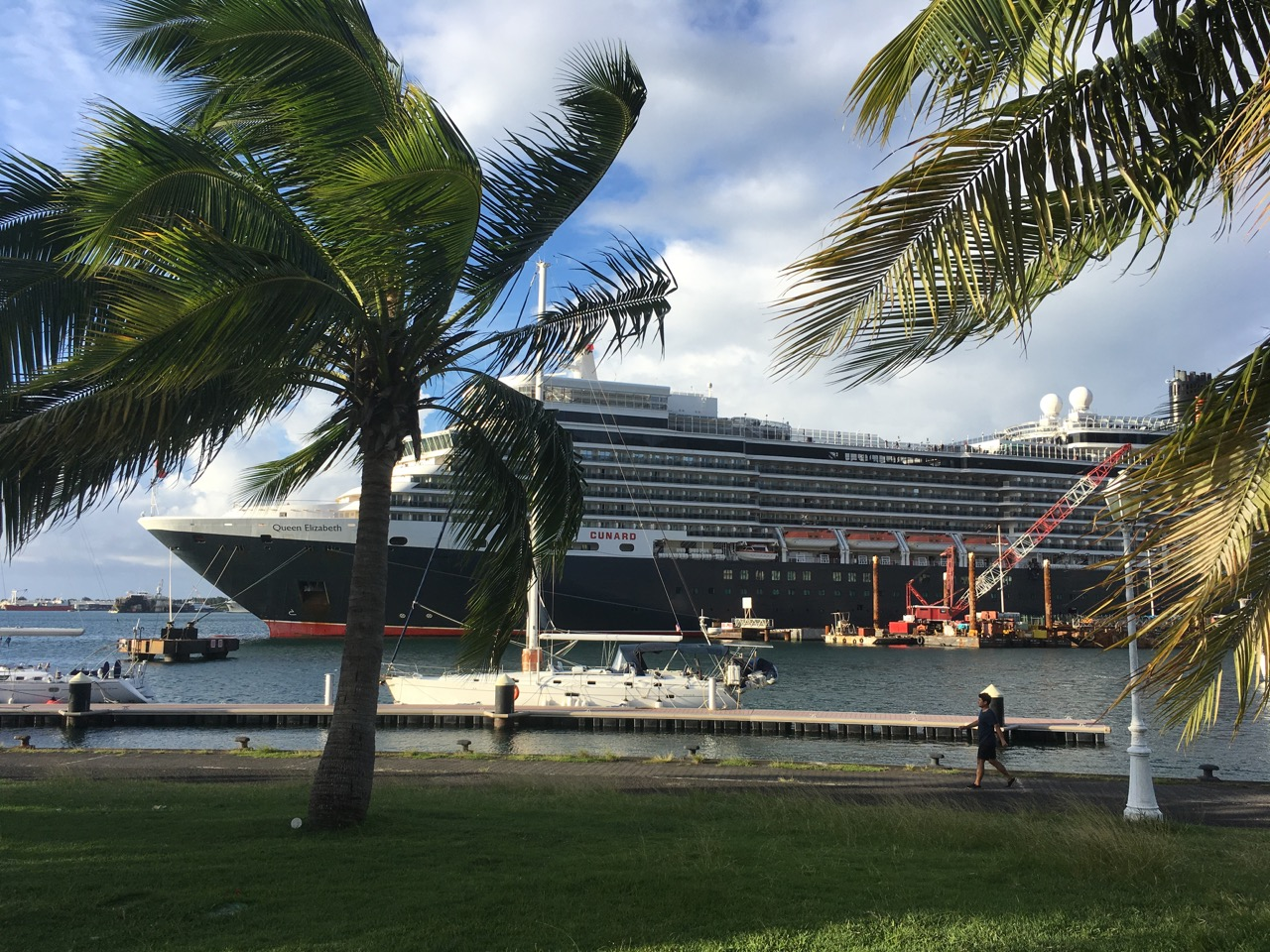
MS Queen Elizabeth en escale à Papeete (Tahiti) le 16 février 2018